# Меморіал Юста
Меморіал Юста — товариський футбольний турнір, що проводить Львівська асоціація футболу в зимове міжсезоння. Є наймасштабнішим зимовим турніром Західної України. Названий на честь Ернеста Юста — тренера львівських "Карпат", який привів їх до перемоги в кубку СРСР 1969 року.

## Фінали
Список фіналів і кількість учасників.
| Рік  | Кількість учасників | Переможець                         | Фіналіст                    | Рахунок        |
| ---- | ------------------- | ---------------------------------- | --------------------------- | -------------- |
| 2000 | 8                   | Динамо (Львів)                     | Цементник-Хорда (Миколаїв)  | 3:1            |
| 2001 | 12                  | Карпати (Львів)                    | СКА-Орбіта (Львів)          | 1:0            |
| 2002 | 15                  | Рава (Рава-Руська)                 | Карпати (Трускавець)        | 1:1, пен. 4:2  |
| 2003 | 16                  | Нафтовик (Долина)                  | Техно-Центр (Рогатин)       | 2:1            |
| 2004 | 12                  | Рава (Рава-Руська)                 | Карпати-2 (Львів)           | 1:0            |
| 2005 | 15                  | Рава (Рава-Руська)                 | Нафком-Академія (Бровари)   | 2:1            |
| 2006 | 12                  | Карпати (Кам'янка-Бузька)          | Карпати-2 (Львів)           | 0:0, пен. 3:2  |
| 2007 | 20                  | Нива (Тернопіль)                   | Сокіл (Суховоля)            | 4:1            |
| 2008 | 18                  | Галичина (Львів)                   | Княжа (Добромиль)           | 2:0            |
| 2009 | 28                  | Шахтар (Червоноград)               | Газовик-Хуртовина (Комарно) | 4:3            |
| 2010 | 28                  | Карпати (Кам'янка-Бузька)          | Куликів                     | 1:0            |
| 2011 | 36                  | Кар'єр (Торчиновичі)               | Куликів                     | 1:1, пен. 4:3  |
| 2012 | 40                  | Рух (Винники)                      | Карпати-2 (Львів)           | 1:0            |
| 2013 | 48                  | Рух (Винники)                      | Миколаїв                    | 3:0            |
| 2014 | 28                  | Рух (Винники)                      | Демня                       | 2:1            |
| 2015 | 32                  | Скала (Стрий)                      | Демня                       | 2:1            |
| 2016 | 48                  | Скала (Стрий)                      | Погонь (Львів)              | 3:0            |
| 2017 | 60                  | Рух (Винники)                      | Демня                       | 3:2            |
| 2018 | 57                  | Юність (Верхня Білка)              | Миколаїв                    | 3:0            |
| 2019 | 56                  | Демня                              | Юність (Верхня Білка)       | 3:1            |
| 2020 | 64                  | Демня-Фенікс (Підмонастир)         | Миколаїв                    | 1:1 (пен. 9:8) |
| 2021 | 68                  | Миколаїв                           | Корміл (Яворів)             | 1:0            |
| 2022 | 64                  | ДЮШ Львів/СКК Демня                | Корміл (Яворів)             | 2:1            |
| 2023 | 56                  | Скала 1911 (Стрий)                 | Куликів                     | 2:0            |
| 2024 | 53                  | Куликів-Білка (Верхня/Нижня Білка) | Рух-2 (Львів)               | 2:2 (пен. 3:2) |
| 2025 | 70                  | Корміл (Яворів)                    | Рух U-17 (Львів)            | 1:0            |